# Onésime Clerc
Pour les articles homonymes, voir Clerc.
Onésime Clerc (en russe Онисим Егорович Клер ; né le 25 février 1845 à Corcelles, canton de Neuchâtel, et mort le 18 janvier 1920 à Iekaterinbourg en Russie) est un naturaliste neuchâtelois spécialiste de l'Oural. Il est le fondateur du Musée d'histoire naturelle d'Iekaterinbourg (ru).

## Enfance et formation en Suisse

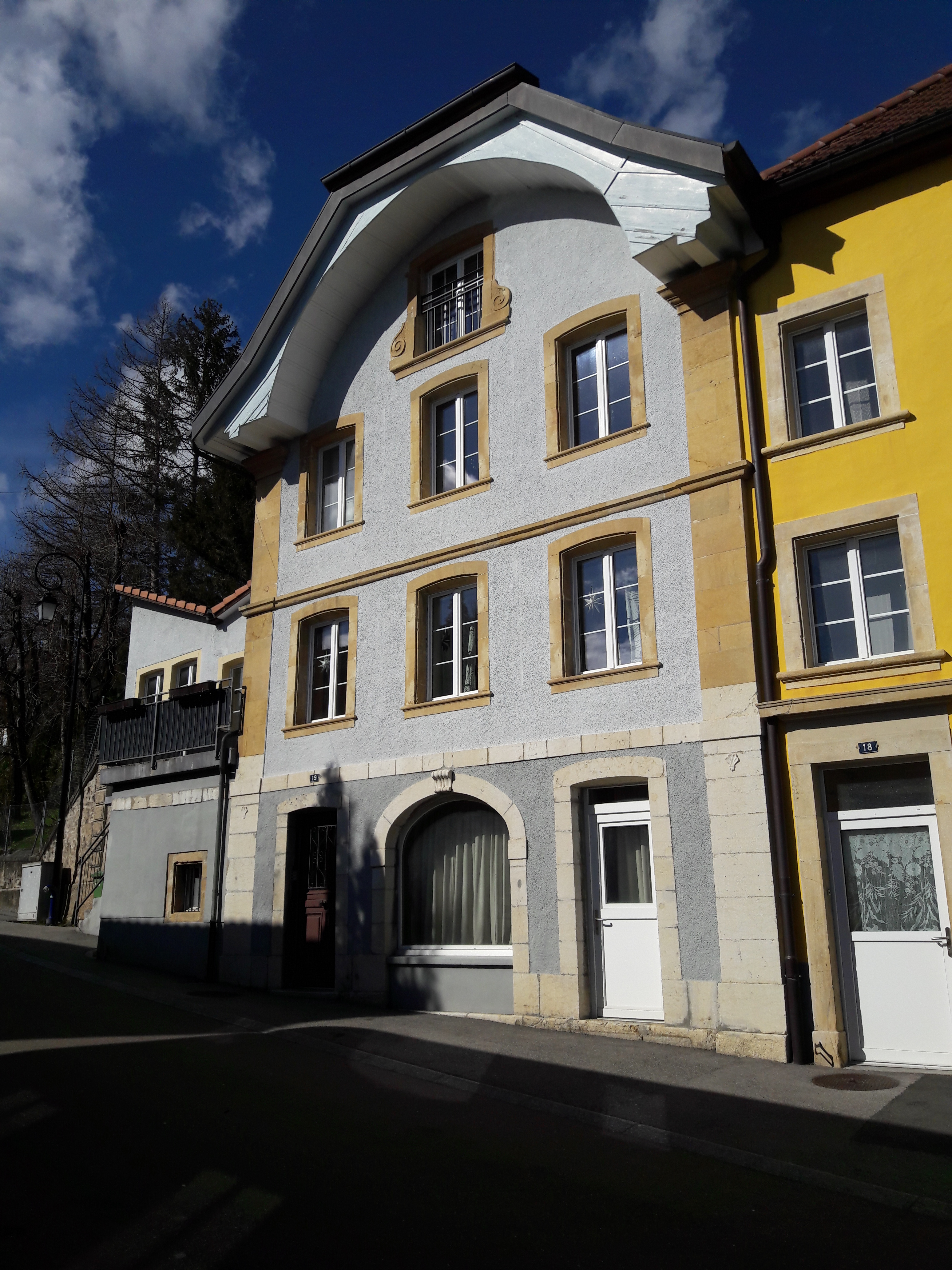
Maison de la famille Clerc à Corcelles

Onésime Clerc passe son enfance avec sa famille à Corcelles, dans l'actuelle maison de la Grand-Rue 19,. Ses parents, Georges et Marianne, ont quatre fils et une fille.

## Enseignant en Russie
Il part pour la Russie en 1863 et obtint en 1864 un diplôme d'enseignement du français dans les lycées russes.

## Vie privée
Onésime Clerc est le père de Modeste Clerc (1879-1966), professeur de géologie, arrêté à Genève  en 1924 sous l’inculpation d’espionnage économique,.